# Velika listina svoboščin
Velika listina svoboščin (latinsko Magna carta libertatum ali Magna charta libertatum) je listina, ki je nastala v Angliji leta 1215 in ki omejuje moč angleških monarhov, ki jih je v času nastanka listine predstavljal kralj Ivan Brez dežele. Nastala je zaradi nestrinjanja med kraljem Ivanom in papežem ter angleškimi baroni glede vprašanja kraljevih pravic. Velika listina svoboščin je velevala, da se mora kralj odreči nekaterim pravicam, spoštovati določene pravne postopke in se strinjati, da njegovo voljo lahko omejuje zakon. Bila je prvi korak v dolgotrajnem zgodovinskem procesu, ki je pripeljal do vladavine prava. Kralj je listino podpisal pod pritiskom baronov.

## Vsebina
Listina je zagotavljala določene angleške politične svoboščine, varovala cerkev pred vplivom monarhije, preuredila zakone in sodstvo ter nadzorovala vedenje kraljevih uradnikov.
Velik del listine je bil prepisan iz Listine svoboščin kralja Henrika I., izdani ob njegovi zasedbi prestola v letu 1100. Ta je kralja zavezovala k spoštovanju zakonov, ki urejajo ravnanje s cerkvenimi dostojanstveniki in plemiči. Zagotavljala jim je določene svoboščine. Sestavljalo jo je 63 členov, od katerih je večina pomembnih le za tedanji čas. Eden najpomembnejših tudi za sedanjost je 39. člen, ki zagotavlja habeas corpus: noben svoboden človek ne sme biti prijet, zaprt, oropan zemlje, izobčen, pregnan ali uničen na kakršenkoli način brez veljavne sodbe ali zakona, ki bi to določal. Kralj je moral posameznikom soditi po zakonu in ne po lastni volji.